# Дуана (Западно-Казахстанская область)
Дуана (каз. Дуана, до 199? г. — Октя́брь) — село в Теректинском районе Западно-Казахстанской области Казахстана. Входит в состав Шалкарского сельского округа. Код КАТО — 276275200.

## Население
В 1999 году население села составляло 588 человек (299 мужчин и 289 женщин). По данным переписи 2009 года, в селе проживали 344 человека (172 мужчины и 172 женщины).